# Rafael Aixada
Rafael Aixada (Sant Feliu de Guíxols, Baix Empordà, segle xvi) fou tinent general de les galeres de l'emperador Carles I. Fou notable la seva actuació a Alger, salvant el rei de greu perill en el moment de la derrota de les tropes espanyoles que assaltaren la plaça el 13 d'octubre de 1541, amb dues-centes naus i vint mil homes. L'any 1927, la capital catalana va batejar un carrer a la Barceloneta amb el seu nom, però la via va tornar a canviar de nom el 2019, en honor a Emília Llorca Martin.